# Струць Павло Петрович
Струць Павло Петрович (нар. 2 листопада 1976 р., Київ)  — український диригент, викладач, громадський діяч, художній керівник та головний диригент Академічного камерного хору "Хрещатик", доцент кафедри хорового диригування НМАУ імені П.І. Чайковського,   Заслужений артист України (2009).

## Біографічні відомостір
Павло Струць народився в м. Києві 2 листопада 1976 року. Закінчив Київську середню спеціальну музичну школу ім. М. В. Лисенка (1995 р.), у 1995 році вступив до Національної музичної Академії ім. П. І. Чайковського, на диригентсько–хоровий факультет, в клас професора Виноградової Елеонори Олексіївни. У 2000 році з відзнакою закінчив академію, та отримав направлення до аспірантури.
З 2000 року проходив асистентуру-стажування в класі  відомого діяча культури  — завідувача кафедрою хорового диригування НМАУ  — професора Дженкова Віктора Антоновича. У 2003 році з відзнакою закінчив аспірантуру кафедри хорового диригування НМАУ, творчі керівники — Дженков В. А., Виноградова Е. О.
З 1998 року  — викладач диригування та хорової літератури Київської середньої спеціальної школи ім. М. В. Лисенка. 
З 2009 року працює викладачем кафедри хорового диригування Національної Музичної Академії ім. П. І. Чайковського.
з 2018 року - в.о. доцента 
З 1996–2003 рр.- працює хормейстером всесвітньо відомого хору хлопчиків та юнаків КССМШ ім. М. В. Лисенка, під орудою видатних митців культури — Виноградової Е. О. та Рожка В. І. З 2003–2006 рр., очолював аматорський хор Науково Дослідного Інституту Будівельного Виробництва.  
У 2005 році очолив Народну академічну хорову капелу НАН України «Золоті ворота». 
З 2007 року — художній керівник -  Академічного камерного хору «Хрещатик».
У 2009 був нагороджений званням «Заслужений артист України».
у 2019 році отримав відзнаку Кабінету Міністрів України

## Творчий доробок
Павло Струць - є натхненником розвитку колективу,розширення його творчих горизонтів,що вийшов за межі загально прийнятих розумінь та сталих стереотипів про хор.   Багатожанровий напрямок  розвитку колективу,що одночасно може працювати з програмами різних жанрів,епох та манер. Академічний камерний хор «Хрещатик» став взірцем мобільного,високопрофесійного,сучасного музичного колективу,відкритого до пошуків.
Виняткова працездатність ,дозволяє йому у неймовірно стислі терміни готувати найскладніші програми сучасної музики,необмежені за жанром,стилем та технічними складнощами. Йому притаманна висока виконавська майстерність та яскраво-самобутня   диригентська школа.
З 2007 по 2019 рр.,під його орудою хор здійснив 534 концертних виступів,серед яких 243 сольних концертів у тому числі опера «Золотослов» Лесі Дичко(2009,2014р.) опера В.Губаренка «Вій» (2009р.),опера «Поет» Левка Колодуба(2019),кантата  «Ода вічності» Ігора Щербакова, пісенна симфонія «За Чумацьким шляхом» Юрія Алжнєва, «Stabat Mater» Дж.Россіні(2014), «Chichester psalms» Л.Бернстайна(2017), «Momento mori ,momento vivere» кантата-реквієм присвячена голокосту Михаїла Шуха(2018), «Gloria» Дж. Пуччіні (2018р.), Карл Дженкінс - «Stabat Mater» - 2019, 2023; опера «Halka» Cтаніслава Монюшко - 2019, опера  «Sakuntala» - Франко Альфано - 2021 та багато інш.
   У період з 2007 по 2019 рік було виконано 2457 твори з яких більше 400 творів світові прем’єри. 
  Записано програми для 16 CD, зокрема:
«ІІ Літургія Іоана Златоустаго» Лесі Дичко(2011), «Літургія Іоана Златоустаго» - Олександра Яковчука(2007р), «Псалми Давидові» Василя Гайдука на слова Т.Г.Шевченка(2015), «Цикл хорів a cappella на сл. Т.Г. Шевченка» Валерія Антонюка(2008), Антоніо Вівальді – «Magnificat» та «Gloria»(2008), 4 диски з циклу «Річний Сонцеворот українського обрядового співу» - «Небо і Земля», «Діво-Весно», «Купалський Бог» та «Весільний Хліб»(2008-2009). «Українська народна пісня»(2007), «Антологія хорової творчості Леопольда Ященка»(2009-2010), «Viva la Musica» Альвін Міхаель Шронен(Німеччина 2013р.), «Todes Fugem» кантата-реквієм Анна Сегал (Ізраель 2016р.), «Намисто Красних Пісень» обробки українських народних пісень у сучасних та альтернативних версіях(2017р.) , "До Тебе Господи взиваю" - диск української духовної музики від бароко до сучасності - 2023р;
  Одне з важливих досягнень Павла Струця у розвитку колективу є створення  концертних програм та хорових вистав, що формуються на поєднанні та симбіозу різних жанрів! Він є ідейним надихачем цього напрямку розвитку у сучасному хоровому мистецтві  . Створення хорового театру, що на теренах України є унікальним явищем. 
Зокрема : 
«Річний сонцеворот українського обрядового співу» - цикл з чотирьох програм ,що наповнюють простір традиційних сезонних свят: «Небо і Земля» (колядки,щедрівки), «Діво-Весно» (веснянки,гаївки), «Купальський Бог» (співи в ніч на Івана Купала), «Весільний Хліб» (обжинкові і весільні пісні)2007-2008р.
«Романс для коханої» - український романс у перекладах для хору a cappella з театралізованою поставкою(2009).
«Café-shantant du Khreschatyk» - хоровий мюзікл складений з оригінальний аранжувань всесвітньовідомих французьких естрадних пісень(2010).
«Ave Maria – Пречиста та Непорочна» - антологія творів про Богородицю від давнини до сучасності у поетичному переплетінні уривками з циклу «Життя Діви Марії» М.Р. Рільке (2011).
«Шлягери звідусіль» та «Шлягери звідусіль ІІ» - програми в яких обіграні та переспівані світові хіти популярної музики (2013 та 2015).
«Намисто Красних Пісень» - програма добірних українських пісень у яскравих сучасних обробках (2016).
«Choir Smiles – Класика Жартома» - сценічна дія у жанрі хорової мініатюри ,яскравий калейдоскоп всесвітньовідомої світової класики у перекладі для хору a cappella, сюжетних перипетій та яскравих пластичних рішень (2017).
«Хіти Космічної Ери 1956-2016» (2018)
«Oh, Happy Day» -афро-американські спірічуели та госпели, театралізовані у жанрі хорової мініатюри(2018).
«Різдвяна пісня» - перший в світі український мюзикл для хору з оркестром за мотивами «A Christmas Carol» - повісті Чарльза Дікінса(2018).
«Stars», 2019;
«Агні Парфене», 2021;
«Мелодії нашого натхнення», 2021.
«У Настрої - Все буде Україна» - 2022;
«Агні Парфене - Ave - Maria» - 2023;
«Магія любові» - 2023;
«In Love» - 2023;
«Незламним» - 2023;
«Куди приводять мрії» - 2023;
«Магія кохання» - 2024;
Під орудою Павла Струця, хор є постійним учасником Національних та міжнародних конкурсів таких як  - «Київ Мюзік Фесту», «Музичних прем’єр сезону», щорічні «Пасхальні асамблеї», багатьох філармонічних концертів, спільних програм з найкращими оркестрами і сольними виконавцями України та  водночас бере участь у всіх урочистих і офіційних заходах Країни та міста Києва, бере участь у протокольних заходах – покладання квітів Президентом України до пам’ятника Михайлу Грушевському та Пилипу Орлику, на День Незалежності та День Конституції України. 
Хор має фондові записи на Національному радіо України, Бі-Бі-Сі (Лондон). Записи, виступи транслюються в програмах радіо та телебачення. 
Академічний камерний хор «Хрещатик» є постійним учасником національних та міжнародних фестивалів, виступає на провідних сценах України та Європи, тісно співпрацює та концертує з найкращими оркестрами і сольними виконавцями України та Світу, а також бере постійну участь в урочистих та офіційних заходах державного і столичного рівня.
2023 року, Академічний камерний хор "Хрещатик" з тріумфом здійснив гастрольний тур Німеччиною, вершиною якого став сольний виступ у Кьольнській філармонії, за аншлагу та колосального успіху, в присутності 2000 глядачів.
Поєднуючи роботу в хорі одночасно є викладачем кафедри хорового диригування Національної музичної академії України ім. П.І. Чайковського з 2009 року. Велику увагу  приділяє викладацькій роботі, є чудовим педагогом, що підтримує і наслідує традиції української диригентської школи, є прекрасним наставником, що піклується і виховує молодше покоління.
у 2018 році переведений на посаду доцента.  
Велика працездатнiсть, безкомпромiстнiсть у професiйному вiдношеннi до справи, постiйна жага до удосконалення та творчого зростання, елiтарний смак,комунiкабельнiсть, толерантнiсть та повага до людей ,що оточують його -все це характеризує його як провiдного митця сьогодення та вагомої музичної постатi на теренах України.

## Нагороди
Очолювані Павлом Струцем колективи здобували нагороди на конкурсах і фестивалях:
Капела «Золоті ворота»
- ІІІ духовний фестиваль «Пасхальні піснеспіви» в м. Дніпропетровську (2006), І відзнака, спеціальна відзнака «Найкращий диригент фестивалю»
- «Mendzinarodowj festiwal — Hajnowskie Dni Muziki cerkiewnej-2007», м. Гайнівка, Польща, І премія
- Національний хоровий конкурс ім. Дениса Січинського у м. Івано-Франківськ, ІІІ премія
- «XXIII Internacionalnih horskih svechanosti» м. Ніш, Сербія, 2010 — І премія
- 30th International Choral Festival of Preveza - 18th International Choral Competition м. Превеза Греція,2012 рік - ІІ премія
- International festival of dance and songs "Ohrid Waves" м. Охрід ,Македонія,2019 рік - І премія

Хор «Хрещатик»

### Академічний камерний хор "Хрещатик"
Премії
- Гран-Прі 7 Міжнародного хорового конкурсу в м. Слайго (Ірландія, 1994)
- Перша премія у фольклорній програмі на І конкурсі ім. Ф. Мендельсона-Бартольді (Даупфеталь, Німеччина, 1996).
- І премія у фольклорній програмі на І конкурсі ім. Ф. Мендельсона-Бартольді у м. Даупфеталь (Німеччина, 1996 р.);
- ІІ премія XXI Міжнародного конкурсу православної музики у м. Гайнівка (Польща, 2002 р.).
- І премія конкурсу «Vocal Floriliege de Tour» у м. Тур (Франція, 2008)
- Гран-Прі I міжнародного конкурсу "Золоте Віче Сибіру" (м. Кемерово, Росія, 2010 р.)
- І премія XXVI Міжнародного конкурсу духовної музики у м. Білосток (Польща, 2017 р.).

участь в міжнародних фестивалях

- «Europatref» у м. Йорринг (Данія, 1996 р.);
- «Art Sacre» у м. Париж (Франція, 1996 р.);
- «Riga Dimd» у м. Рига (Латвія, 1997 р.);
- Spotkania muzyczne" у м. Вельськ (Польща, 1998 р.);
- ІІ Всеросійський конкурс ім.. А.Кошиця (Москва, 2000 р.);
- Дні культури України в Росії (Москва, 2001 р.);
- ІІІ Міжнародний хоровий фестиваль у м. Щецин (Польща, 2002 р.);
- Міжнародний фестиваль церковної хорової музики у м. Сантандер (Іспанія, 2003 р.);
- «Festival International de Musique Universitaire» (Франція, 2003 р.);
- Фестиваль духовної музики у м. Ченстохова (Польща, 2004 р.);
- XXV міжнародний хоровий фестиваль у м. Сантурці (Іспанія, 2004 р.);
- «Ukrainska Wiosna» м. Познань (Польща, 2008 р.);
- «Festivals en Confluence» у м. Берзенуа (Франція, 2008 р.);
- «V Miedzynarodowiy Festiwal Muzycznego Trzesacz» м. Щецин (Польща, 2009 р.);
- «Miedzynarodowiy Festiwal Muzyki Organowej Kameralnej w Kameniu Pomorskim» у м. Камень Поморські (Польща, 2009 р.).